# Reissekia
Reissekia smilacina
Genre
Espèce
Synonymes
- Celastrus umbellatus Vell.
- Gouania cordifolia Raddi
- Gouania smilacina Sm.
- Reissekia cordifolia (Raddi) A.Gray

Reissekia est un genre monotypique de plantes à fleurs appartenant à la famille des Rhamnaceae. Il ne contient qu'une seule espèce connue, Reissekia smilacina.
Il est originaire du Brésil (nord-est, sud et sud-est),.
Le nom de genre Reissekia est en l'honneur de Siegfried Reissek (1819–1871), un naturaliste et botaniste autrichien spécialisé dans les spermatophytes. L'épithète spécifique latine de smilacina fait référence à la fausse plante sceau de Salomon de Smilacina (appartenant à la famille des Asparagaceae). Le genre a été décrit et publié pour la première fois dans Genera Plantarum à la page 1103 en 1840. Puis l'espèce a été publiée dans Nomencl. Bot., édition 2, vol. 2 à la page 440 en 1841.